# کارلیک
کارلیک (به چکی: Karlík) یک منطقهٔ مسکونی در جمهوری چک است که در ناحیه پراگ-غرب واقع شده‌است.